# George Clymer
Pour les articles homonymes, voir Clymer.
George Clymer, né le 16 mars 1739 à Philadelphie et mort le 23 janvier 1813 à Morrisville (Pennsylvanie), est un homme politique américain, l'un des Pères fondateurs de la nation. 
Il signa la déclaration d'indépendance des États-Unis en tant que représentant de la Pennsylvanie.

## Biographie
George Clymer est né à Philadelphie, il devient très jeune orphelin, puis apprenti chez son oncle paternel pour devenir marchand. Il est patriote et leader des manifestations, à Philadelphie, résultants du Tea Act et du Stamp Act. Il devient membre du Comité de Sécurité de Philadelphie en 1773, puis est élu au Congrès continental de 1776 à 1780. Le 4 juillet 1776, il signe la déclaration d'indépendance des États-Unis. Il est ensuite membre de la Législature de Pennsylvanie où il est réélu en 1784, et représente son État à la Convention Constitutionnelle en 1787. Clymer est ensuite élu au premier Congrès américain en 1789. Clymer partage la responsabilité de trésorier du Congrès continental avec Michael Hillegas, premier trésorier des États-Unis.
Il devient le premier président de la Banque de Philadelphie et de la Pennsylvania Academy of Fine Arts, puis le vice-président de la Société Agricole de Pennsylvanie. Lorsque le Congrès vote un projet de loi imposant une taxe sur les alcools distillés aux États-Unis en 1791, Clymer devient le chef du département des taxes, dans l'État de Pennsylvanie.
Clymer meurt le 24 janvier 1813 et est enterré dans le Friends Burying Ground, à Trenton (New Jersey).

## Source
- (en) Cet article est partiellement ou en totalité issu de l’article de Wikipédia en anglais intitulé « George Clymer » (voir la liste des auteurs).